# Wil Reuter
Wil Reuter (Amsterdam, 7 september 1943) is een Nederlands voormalig korfballer. Hij speelde bij LUTO en was tevens speler van het Nederlands korfbalteam.

## Spelerscarrière

### Jaren '60
Reuter speelde korfbal bij het Amsterdamse LUTO, een club die tot de top van Nederland behoorde. In 1961 maakt Reuter op 18-jarige leeftijd zijn debuut in het 1e team van de club. Op dat moment speelt hij samen met andere LUTO iconen zoals Rinus Munnikes en Joop Klomp.
In zijn eerste seizoen in de hoofdmacht, 1961-2962 is korfbal nog een ware Amsterdamse strijd. Op dat moment wordt de Hoofdklasse A gedomineerd door Amsterdamse ploegen zoals ROHDA, Archipel, AKC Blauw-Wit, Allen Weerbaar en Westerkwartier.
In seizoen 1962-1963 zit LUTO dicht bij een veldtitel. De ploeg komt slechts 2 punten tekort om als gedeeld eerste te eindigen. Uiteindelijk wordt ROHDA de veldkampioen in dit seizoen.
In seizoen 1964-1965 is het wel raak voor Reuter en LUTO. In de veldcompetitie, die is teruggebracht naar 1 Hoofdklasse staat LUTO na de reguliere competitie op een gedeeld eerste plaats, samen met ROHDA. Om te bepalen welke ploeg kampioen wordt, moet er een beslissingswedstrijd worden gespeeld. Deze wedstrijd werd gespeeld op 14 juni 1965 en de stond na de reguliere speeltijd 4-4. Na de verlenging stond het 6-6, waardoor de wedstrijd besloten moest worden via strafworpen. LUTO won deze serie en werd zodoende landskampioen op het veld.
In 1966 stopte Rinus Munnikes als speler en werd aangesteld als nieuwe hoofdcoach van het team. Ook kwam er een nieuwe speler bij het team, namelijk Jan Wals.
In het eerste seizoen onder Munnikes als coach, 1966-1967 zat LUTO dicht tegen een finaleplek in de zaalcompetitie aan. LUTO werd tweede in de Hoofdklasse B en kwam 2 punten tekort voor de finaleplek.
Na 2 seizoenen onder coach Munnikes kreeg de club een nieuwe hoofdcoach, namelijk de heer Schenk, maar in de seizoenen die volgden bleef LUTO in de middenmoot hangen.

### Jaren '70
In 1970 begon een wat onrustige periode voor LUTO.
Zo besloten in 1970 twee toonaangevende spelers zich aan te sluiten bij de club, namelijk Tom van Rhee en Jan Wals (die was na 1 seizoen weggegaan in 1967). Deze transfers verliepen niet zonde daommotie, want beide spelers werden ervan verdacht te zijn overgestapt vanwege betaling. Terwijl beide heren speelden in seizoen 1970-1971 werd er een onderzoek tegen ze ingesteld.
Zo mocht LUTO in 1971 deelnemen aan de Europacup van '71, een internationaal veldkorfbaltoernooi dat in juni 1971 werd gespeeld in België. Dit was de eerste keer dat de club kon deelnemen aan dit toernooi. In de poulefase won LUTO van Scaldis en Mitcham en kwam zodoende uit in de finale. In de finale speelde LUTO tegen de andere Nederlandse deelnemer, Ons Eibernest. In de finale verloor LUTO met 6-3.
Na dit seizoen werden de spelers Wals en Van Rhee geschorst vanwege het afgeronde onderzoek op hun overstap.
In de nasleep stopte in mei 1972 ook coach Jan van der Bol. Rinus Munnikes werd gevraagd om terug te keren als hoofdcoach.
De affaire had wel negatief effect op de ploeg, want in seizoen 1972-1973 werd LUTO in de zaal 4e en op het veld zelfs 6e.
Vanaf seizoen 1973-1974 ging het de club weer voor de wind. Zo werd de ploeg in de zaalcompetitie 1e in de Hoofdklasse B, waardoor het zich plaatste voor de zaalfinale. In de finale trof LUTO AKC en in een spannende finale won LUTO met 10-9. Dit was de eerste zaaltitel in de geschiedenis van de club.
In oktober 1975 speelde LUTO mee in de Europacup van 1975. Net als in 1971 liep het toernooi uit op een Nederlandse finale, waarbij LUTO mocht aantreden tegen Ons Eibernest. Net als in 1971 won Ons Eibernest en werd LUTO 2e.
In seizoen 1975-1976 lukte het LUTO dan wel om weer Nederlands kampioen te worden. Dit gebeurde in de veldcompetitie. LUTO stond na 18 competitieduels bovenaan met 28 punten en bleef zodoende de concurrent voor. Hierdoor werd de ploeg Nederlands kampioen.
Iets later, in oktober 1976 speelde LUTO voor de derde keer de Europacup. In deze editie stond LUTO net als de edities ervoor in de finale tegen Ons Eibernest. Ook ditmaal won Ons Eibernest en moest LUTO genoegen nemen met de tweede prijs.
In het seizoen erna, 1976-1977 zat LUTO dicht bij de prijzen. Eerst werd de ploeg 1e in de zaalcompetitie in de Hoofdklasse A, waardoor het zich plaatste voor de zaalfinale. In de finale trof LUTO een andere Amsterdamse ploeg, namelijk Allen Weerbaar. LUTO verloor met 11-8. Iets later, in de veldcompetitie kwam LUTO in de 18 competitiewedstrijden aan 26 punten. Dit bleek 1 punt te weinig voor de eerste plaats, waardoor LUTO achter het net viste. Concurrent PKC won de veldtitel dit seizoen.
Ook in 1977-1978 had LUTO het druk. De ploeg plaatste zich voor het tweede jaar op rij voor de zaalfinale. Ook nu was de finale een Amsterdams onderonsje, want de tegenstander was AKC Blauw-Wit. In deze finale verloor LUTO met 10-8. In de veldcompetitie bleek LUTO echter veel te sterk voor de concurrentie. Na de reguliere competitie werd LUTO 1e met 5 punten verschil ten opzichte van de nummer 2. Hierdoor was LUTO Nederlands veldkampioen.
Als Nederlands veldkampioen plaatste LUTO zich voor de Europacup van 1978. De opzet van het toernooi was ondertussen iets aangepast en LUTO was de enige Nederlandse deelnemer. LUTO won de 3 poulewedstrijden en kwam in de finale uit tegen het Belgische Riviera. In de finale won LUTO met 7-3, waardoor LUTO in zijn 4e toernooideelname de titel op zijn naam mocht schrijven.
Seizoen 1979-1980 was het laatste seizoen van Reuter. Hij combineerde in dit seizoen de rol van speler met die van coach. In dit seizoen handhaafde de ploeg zich ternauwernood in de veldcompetitie, maar werd het wel 3e in de zaal. Reuter stopte in 1980, op 37-jarige leeftijd.

### Return
Reuter was in 1980-1981 de hoofdcoach geweest van de ploeg, maar besloot in 1981 alsnog terug te keren als speler. Zo was Jan Bakker de nieuwe coach van de ploeg geworden, maar die stapte in oktober 1981 al op. Paul Hartman werd interim coach en Reuter speelde alsnog een aantal wedstrijden dit seizoen. In dit seizoen, 1981-1982 degradeerde LUTO in de zaal uit de Hoofdklasse , maar handhaafde zich nipt op het veld. Nu stopte Reuter definitief als speler. Hartman bleef geen coach van de ploeg en Jan Soeverein werd de nieuwe hoofdcoach van de club.

## Erelijst
- Nederlands kampioen veldkorfbal, 3x (1965, 1976, 1978)
- Nederlands kampioen zaalkorfbal, 1x (1974)
- Europacup kampioen veldkorfbal, 1x (1978)

## Oranje
Reuter debuteerde in 1966 bij het Nederlands korfbalteam. Hij speelde 34 officiële interlands, waarvan 26 op het veld en 8 in de zaal.

## Coachingscarrière

### LUTO
Al tijdens zijn loopbaan als actieve speler werd Reuter coach. Zo was hij in seizoen 1979-1980 zowel coach als speler. Echter was Reuter al 37 jaar en speelde hij niet elke wedstrijd meer.
In 1980 stopte hij als speler, waardoor hij zich volledig kon richten op zijn taak als hoofdcoach.
In seizoen 1980-1981 was Reuters eerste seizoen als gestopte speler en werd het een lastig seizoen voor de ploeg. In de zaal werd de ploeg 6e, wat net voldoende was voor handhaving. In de veldcompetitie, die iets groter was, werd de ploeg 7e, wat lage middenmoot was.
Na dit seizoen werd er door LUTO een nieuwe coach gevonden, namelijk Jan Bakker.
In 1983 stopte coach Jan Soeverein bij LUTO en klopte de ploeg aan bij Reuter. Hij accepteerde de job en was zodoende in 1983-1984 weer de coach van het team. In dit seizoen degradeerde LUTO in de zaal uit de Hoofdklasse door kansloos onderste te worden in de Hoofdklasse A met slechts 4 punten. In de veldcompetitie speelde de ploeg dit jaar geen Hoofdklasse. Het lukte LUTO dit seizoen niet om terug te keren naar de hoofdklasse-veld.

### Blauw-Wit
In 1985 werd Reuter de nieuwe coach bij een andere Amsterdamse club, namelijk AKC Blauw-Wit. Hij verving hier vertrekkend coach Frits Bruintjes. Bij Blauw-Wit werd Reuter coach van de een toonaangevende speelster met wie hij zelf bij LUTO had gespeeld, namelijk Rini van der Laan.
Zijn eerste seizoen als coach, 1985-1986 was een lastig seizoen. In de zaal werd de ploeg nog 4e, maar in de veldcompetitie had de ploeg het lastig; na de reguliere competitie had zowel AKC Blauw-Wit als DOS'46 15 punten. Om te beslissen welke ploeg negende zou worden en dus zou degraderen, moest er een beslissingswedstrijd worden gespeeld. Deze wedstrijd werd gespeeld op zondag 8 juni 1986 en werd gewonnen door DOS'46 met 14-6. Zodoende degradeerde Blauw-Wit op het veld uit de Hoofdklasse.
Reuter was voornemens om door te coachen bij de club, maar liet in augustus 1986 weten te stoppen als coach. Hij kon zijn job als coach niet meer combineren met zijn andere werkzaamheden. Cort van Dijk werd zijn opvolger als coach.